# Steven L. Sears
Steven Lee Sears (nascido em 23 de dezembro de 1957, em Fort Gordon, Georgia) é um escritor e produtor americano, que trabalha principalmente na televisão. Ele é mais conhecido por seu trabalho com escritor e co-produtor executivo na série Xena: A Princesa Guerreira, assim como sua criação seguinte, Sheena, baseada na história em quadrinhos de mesmo nome.
Começou sua carreira como ator, mas obteve sucesso como escritor, e passou a se dedicar somente à escrita, em 1984, (com a série Riptide), construindo um currículo brilhante como roteirista, editor e produtor em programas como Stingray, The A-Team, JJ Starbuck, The Highwayman, Father Dowling Mysteries, Swamp Thing e Raven. Ele também escreveu para programas como Hardcastle and McCormick, Superboy, The Hollywood Detective, Jesse Hawkes, Hardball, Grand Slam, Walker, Texas Ranger, além de filmes, peças, animações e talk shows.
Nasceu em uma família militar, seu pai foi soldado do exército americano. Consequentemente, Steven viajava bastante e sua família se mudava a cada três anos. Aos 13 anos, ele já havia visitado 14 países e 48 estados americanos, e foi quando seu pai se aposentou do exército. Mudaram-se para St. Augustine, Flórida, e Steven se tornou ativo nos programas de arte da St. Augustine High School, assim como em produções locais. Música e Teatro se tornaram seu maior foco, e seu primeiro trabalho “profissional” como ator foi em The Cross and the Sword, um drama sinfônico que era a Peça Oficial do Estado da Flórida.
Ele estudou na Universidade da Flórida e recebeu seu diploma de Associado das Artes. Depois se transferiu para a Universidade Estadual da Flórida e se juntou à altamente respeitada Escola de Teatro, na época sob a direção de Richard G. Fallon. Graduando-se com um Bacharelado em Artes em 1980, Steven se mudou para Los Angeles para se dedicar à carreira de ator. Descobriu logo depois que tinha afinidade com a escrita, e apesar de ainda gostar de atuar, foi como escritor que ele fez a sua marca.
Juntando-se a outro aspirante a escritor, Burt Pearl, os dois começaram a escrever scripts “por diversão”. Os produtores do sucesso RIPTIDE, da Stephen J. Cannell Productions, logo os receberam para uma entrevista. Da reunião, Steven e Burt receberam sua primeira tarefa como escritores. Essa tarefa levou a um cargo permanente na Stephen J. Cannell Productions. Após trabalharem juntos por vários anos, Steven e Burt seguiram separadamente com carreiras independentes de sucesso. 
Criou um programa de bolsa de estudos para estudantes de Teatro na Estadual da Flórida. Ele também foi premiado pelo Círculo de Omicron Delta Kappa da Universidade Estadual da Flórida como “Benfeitor da Graduação”, em 2006. Em 2012, foi adicionado ao hall da fama da St. Augustine High School, uma parte do Centro de Artes St. Johns County. Steven continua sua associação com aspirantes a cineastas e estudantes aparecendo ocasionalmente como palestrante convidado em instituições como UCLA, USC, FSU, UCLB, AFI, entre outros. Ele também dedica seu tempo à Academia de Artes Televisivas e Ciências, por seu Emmys Estudantis e programas de Estágio Estudantil. Também é muito ativo na internet, sendo seguido por fãs de seus trabalhos anteriores, além de participar de vários fóruns de roteiristas.
Steven atualmente vive em Los Angeles, Califórnia, e gosta de sashimi, fotografia, história, outdoors, e do time de futebol americano da Universidade Estadual da Flórida.